# Distretto di Gbehlay-Geh
Il distretto di Gbehlay-Geh, o anche distretto di Gbehlageh, è un distretto della Liberia facente parte della contea di Nimba.